# Sphenocephalus
Sphenocephalus es un género extinto de peces actinopterigios prehistóricos del orden Perciformes. Este género marino fue descrito científicamente por Agassiz en 1839.

## Especies
Clasificación del género Sphenocephalus:
- † Sphenocephalus Agassiz 1839
  - † Sphenocephalus fissicaudus Agassiz 1839